# Foskvågen
Foskvågen är en sjö i Ljusdals kommun i Hälsingland och ingår i Ljusnans huvudavrinningsområde. Sjön har en area på 0,0804 kvadratkilometer och ligger 118,4 meter över havet.

## Delavrinningsområde
Foskvågen ingår i det delavrinningsområde (685297-151455) som SMHI kallar för Mynnar i Ljusnans vattendragsyta. Medelhöjden är 168 meter över havet och ytan är 12,07 kvadratkilometer. Det finns inga avrinningsområden uppströms utan avrinningsområdet är högsta punkten. Vattendraget som avvattnar avrinningsområdet har biflödesordning 2, vilket innebär att vattnet flödar genom totalt 2 vattendrag innan det når havet efter 109 kilometer. Avrinningsområdet består mestadels av skog (79 procent). Avrinningsområdet har 0,08 kvadratkilometer vattenytor vilket ger det en sjöprocent på 0,7 procent.